# Peixe-borboleta-limpador
O peixe-borboleta-limpador (Johnrandallia nigrirostris), também conhecido como peixe-borboleta-de-focinho-negro, é a única espécie de peixe-borboleta do gênero Johnrandallia, que antigamente era conhecido como Chaetodon. É nativo de águas tropicais do Leste do Pacífico.

## Taxonomia
Foi descrito em 1862, por Theodore Nicholas Gill (1837–1914) com a localidade tipo dada como Cabo San Lucas, Baja California. Gill o descreveu como Sarothrodus, mas em 1974, o ictiólogo romeno Teodor T. Nalbant (1933-2011), colocou-o no gênero monotípico Johnrandallia, nomeado em homenagem ao ictiólogo americano John E. Randall (1924-2020).

## Aparência
Um pequeno peixe que atinge 20,3 cm. Possui o corpo amarelo e marcado com faixas pretas ao longo da base da barbatana dorsal, no focinho e na testa. Possui uma boca pequena, com uma máscara preta semelhante a um ladrão em volta dos olhos.

## Biologia
Podem ser encontrados em pequenos cardumes. É muito ativo durante o dia, e a noite, ele se esconde em cavernas rochosas ou coralinas. É um peixe-limpador, que vive ao redor de estações de limpeza, onde animais grandes vem para retirar parasitas de seu corpo.

## Distribuição
São nativos do Leste do Pacífico, podendo ser encontrado no Golfo da Califórna (Mar de Cortez) até o Panamá, incluindo Coco, Malpelo e Galápagos.

## Usos humanos
Raramente são capturados para o comercio de peixes ornamentais.